# Isabel Sabogal Dunin-Borkowski
Isabel Maria Sabogal Dunin-Borkowski (ur. 14 października 1958 w Limie) – tłumaczka, powieściopisarka i poetka dwujęzyczna. Jej językami literackimi są polski i hiszpański.

## Życiorys
Urodziła się w Limie 14 października 1958 roku i wychowała między Limą, Getyngą a Warszawą. Jej rodzicami byli urodzony w Limie José Sabogal Wiesse i urodzona we Lwowie Józefa z Dunin-Borkowskich. Studiowała językoznawstwo i literaturę hiszpańskojęzyczną na Uniwersytecie Katolickim w Peru. Była stypendystka Ministerstwa Kultury i Sztuki w Warszawie aby tłumaczyć literaturę polską na hiszpański. Pracowała jako tłumacz przysięgły w Krakowie. Od ponad dwudziestu lat tłumaczy poezję Czesława Miłosza i Krzysztofa Kamila Baczyńskiego na hiszpański. W roku 2005 zamieszkała znów w Limie, dokąd wróciła po dziewięcioletnim pobycie w Krakowie i okolicach (1989–1998) i po siedmioletnim pobycie w Cusco (1998-2005).

## Publikacje

### Książki
- Tomik wierszy Daremne zrywy (Requiebros vanos). Lima, Ignacio Prado Pastor Editor, 1988.[1];
- Powieść Między Niebem a Piekłem, podzielony Wszechświat (Entre el Cielo y el Infierno, un Universo dividido). Lima, Ignacio Prado Pastor Editor, 1989; dodruk: 1993.[2]. 
  - Jako Podzielony Wszechświat (Un Universo dividido), z ilustracjami José Gabriel Alegríi. Lima, Ediciones Altazor, 2016. ISBN 978-8-49-211428-3.[3]
- Tomik wierszy Wszystko na twoją miarę jest zrobione (Todo está hecho a la medida de ti misma). Lima, Grafos & Maquinaciones, 2022. ISBN 978-612-48936-0-5.

### W antologiach
- Wiersze w antologii Poezja: Peru wiek XXI (Poesía: Perú s. XXI). Wybór: Dalmacia Ruiz Rosas i Willy Gómez Migliaro. Lima, Fundación Yacana, 2007.[4]
- Tłumaczenia w antologii Ogólna antologia tłumaczeń peruwiańskich (Antología general de la traducción en el Perú). Wybór: Ricardo Silva Santisteban. Lima, Universidad Ricardo Palma - Editorial Universitaria, 2016.
- Opowiadanie Wampirzyca (La vampira) w antologii opowiadań fantastycznych Trzynaście razy Sarah. Projekt José Donayre'go (Trece veces Sarah. Un proyecto de José Donayre). Lima, Ediciones Altazor, 2017. ISBN 978-849-2114-39-9.
- Wiersze w antologii Un otoño azul. Arequipa, Cuervo Editores - Alianza Francesa de Arequipa, 2018. Wybór: Gloria Mendoza Borda. ISBN 978-612-4683190.

### W innych książkach
- Rysunek świata (El dibujo del mundo), tekst opublikowany w powieści Grosz miłości (Un chin de amor) Pedro José Granadosa. Lima, Editorial San Marcos, 2005.[5]

### W prasie
- Opowiadanie Dni poczęcia, Warszawa, Fantastyka, 1990, Nr. 2, (w języku polskim).[6]
  - W języku hiszpańskim: Los días del origen, (pismo Relatos increíbles Nr. 19, październik 2020). Tłumaczenie autorskie.
- Fragment niewydanej powieści Niewiarygodna Bajka (Między Niebem a Piekłem, podzielony Wszechświat w swojej polskiej wersji), Kraków, Lektura, 1992, Nr. 11/12, (w języku polskim).[7]
- Opowiadanie Historia o pewnej qeqe, Kraków, Salwator i świat Nr. 1, 1992. Tradycja andyjska spisana i przetłumaczona przez autorkę na polski, (w języku polskim).
- Wiersze w piśmie La hoja latinoamericana, Uppsala, 1992-1993.
- Wiersze w dodatku kulturalnym dziennika El Sol, Cusco, 2002-2004.
- Czworo cuskeńskich poetów (Cuatro poetas cusqueños). Limeńskie pismo kulturalne Voces, Numer 39, 2009.[8]
- Notatki o kulturze i literaturze polskiej w peruwiańskiej prasie polonijnej (2006-2016).[9]
- Opowiadanie Godzina "U" (La hora "U") w piśmie Relatos increíbles Nr. 17. Czerwiec, 2020.[10]
- Opowiadanie Nasza niekończąca się wojna (Nuestra guerra sin fin) w piśmie Relatos increíbles Nr. 23. Styczeń 2022.
- Opowiadanie Nasz tułaczy lud (Nuestro pueblo errante) w piśmie Relatos increíbles Nr. 26. Maj 2022.

## Tłumaczenia z polskiego na hiszpański
- Polska: rewolucja Solidarności (Polonia: la revolución de Solidarność). (Lima, Apuntes, Centro de Documentación e Investigación, 1982). Książka zawiera, m.in., teksty podziemnej prasy polskiej w jej wyborze i tłumaczeniu.
- Wiersze wybrane (Poesía escogida) Czesława Miłosza w jej opracowaniu, wyborze i tłumaczeniu na hiszpański i zaopatrzone jej wstępem. Wydanie dwujęzyczne po polsku i po hiszpańsku, sfinansowane przez Ambasadę RP w Limie i Peruwiańsko-Amerykański Instytut Kulturalny (Lima, Ediciones del Hipocampo, 2012) ISBN 978-9972-894-62-6.[11][12]

## Promocja kultury
- Współorganizatorka III Spotkania Pisarek Południowego Peru, który odbył się we wrześniu 2003 r. w Cusco.
- Współorganizatorka Seminarium Kobieta i Literatura (La Mujer y la Literatura), który odbył się w marcu 2004 r. w Cusco.
- Współorganizatorka Okrągłego Stołu o Czesławie Miłoszu, który odbył się w listopadzie 2011 r. w Limie, w ramach uroczystości związanych ze stuleciem urodzin poety.[13]

## Odznaczenia
- W lipcu 2012 r. została odznaczona odznaką honorową "Bene Merito", nadaną przez Ministra Spraw Zagranicznych RP.[14]